# Pierson–Moskowitzspectrum
Het Pierson–Moskowitzspectrum is een golfspectrum dat een volledig ontwikkelde zeegang op diep water beschrijft. Pierson en Moskowitz introduceerden dit op metingen in de Atlantische Oceaan gebaseerde model voor golfsystemen in 1964. Het model is geldig in situaties waar de duur van de wind voldoende lang en de windbaan voldoende lengte heeft. Als aan deze twee voorwaarden niet wordt voldaan, dan zal de zee niet volledig opbouwen, wat doorgaans resulteert in een lagere periode en een geconcentreerde energie waardoor hogere pieken ontstaan. Dit werd waargenomen in 1973 tijdens het Joint North Sea Wave Project (JONSWAP) experiment. Het Jonswapspectrum is gebaseerd op het Pierson-Moskowitzspectrum vermenigvuldigd met een piekvormparameter γ.